# Чемпионат России по лёгкой атлетике в помещении 1993
Открытый чемпионат России по лёгкой атлетике в помещении 1993 года прошёл 27—28 февраля в Москве в манеже ЛФК «ЦСКА». Соревнования являлись отборочными в сборную России на чемпионат мира в помещении, прошедший 12—14 марта в канадском Торонто. На протяжении 2 дней было разыграно 28 комплектов медалей.
Зимой 1993 года также были проведены чемпионаты России в отдельных дисциплинах лёгкой атлетики:
- 30 января — чемпионат России по 12-часовому бегу в помещении (Липецк)
- 5—6 февраля — чемпионат России по многоборьям в помещении (Санкт-Петербург)
- 27—28 февраля — чемпионат России по суточному бегу в помещении (Подольск)

## Медалисты

### Мужчины
| Дисциплина             | Золото                                 | Золото   | Серебро                                | Серебро  | Бронза                              | Бронза   |
| ---------------------- | -------------------------------------- | -------- | -------------------------------------- | -------- | ----------------------------------- | -------- |
| 60 м                   | Александр Порхомовский Москва          | 6,59     | Юрий Мизера Московская область         | 6,68     | Павел Галкин Самарская область      | 6,68     |
| 200 м                  | Андрей Федорив Москва                  | 21,27    | Олег Фатун Ростовская область          | 21,28    | Эдвин Иванов Москва                 | 21,35    |
| 400 м                  | Дмитрий Косов Приморский край          | 46,60    | Роман Рославцев Санкт-Петербург        | 47,56    | Виталий Ванюшкин Москва             | 48,09    |
| 800 м                  | Алексей Олейников Ставропольский край  | 1.52,91  | Валерий Стародубцев Иркутская область  | 1.53,09  | Андрей Судник Белоруссия            | 1.53,40  |
| 1500 м                 | Сергей Солоницын Челябинская область   | 3.49,26  | Андрей Логинов Москва                  | 3.50,18  | Вячеслав Шабунин Москва             | 3.50,47  |
| 3000 м                 | Владимир Пронин Москва                 | 8.02,11  | Вячеслав Шабунин Москва                | 8.02,48  | Олег Стрижаков Воронежская область  | 8.02,64  |
| 2000 м с препятствиями | Геннадий Панин Татарстан               | 5.28,98  | Игорь Конышев Санкт-Петербург          | 5.29,34  | Алексей Горбунов Пермская область   | 5.30,16  |
| 60 м с барьерами       | Александр Маркин Москва                | 7,65     | Сергей Усов Белоруссия                 | 7,70     | Вадим Курач Санкт-Петербург         | 7,71     |
| Прыжок в высоту        | Олег Муравьёв Москва                   | 2,26 м   | Владимир Соколов Брянская область      | 2,26 м   | Александр Буглаков Белоруссия       | 2,23 м   |
| Прыжок с шестом        | Радион Гатауллин Санкт-Петербург       | 5,80 м   | Игорь Транденков Санкт-Петербург       | 5,60 м   | Андрей Скворцов Краснодарский край  | 5,60 м   |
| Прыжок в длину         | Станислав Тарасенко Ростовская область | 8,19 м   | Василий Соков Московская область       | 8,00 м   | Александр Жарков Самарская область  | 7,91 м   |
| Тройной прыжок         | Василий Соков Московская область       | 17,21 м  | Владимир Мелихов Волгоградская область | 17,17 м  | Олег Сакиркин Казахстан             | 17,09 м  |
| Толкание ядра          | Сергей Смирнов Санкт-Петербург         | 20,94 м  | Вячеслав Лыхо Московская область       | 20,31 м  | Евгений Пальчиков Иркутская область | 20,05 м  |
| Ходьба на 5000 м       | Михаил Щенников Москва                 | 18.40,83 | Михаил Орлов Ярославская область       | 18.44,57 | Григорий Корнев Кемеровская область | 18.51,21 |

### Женщины
| Дисциплина             | Золото                                  | Золото   | Серебро                                 | Серебро  | Бронза                               | Бронза   |
| ---------------------- | --------------------------------------- | -------- | --------------------------------------- | -------- | ------------------------------------ | -------- |
| 60 м                   | Ирина Привалова Москва                  | 6,98     | Ольга Богословская [a] Москва           | 7,23 [a] | Марина Жирова [a] Московская область | 7,31 [a] |
| 200 м                  | Ирина Привалова Москва                  | 22,46    | Наталья Воронова Москва                 | 22,80    | Галина Мальчугина Брянская область   | 22,85    |
| 400 м                  | Татьяна Алексеева Новосибирская область | 51,60    | Елена Рузина Воронежская область        | 52,43    | Марина Шмонина Ставропольский край   | 52,49    |
| 800 м                  | Светлана Мастеркова Москва              | 2.03,82  | Елена Афанасьева Московская область     | 2.04,42  | Ольга Бурканова Еврейская АО         | 2.04,65  |
| 1500 м                 | Екатерина Подкопаева Московская область | 4.15,23  | Наталья Бетехтина Свердловская область  | 4.16,06  | Ольга Кузнецова Москва               | 4.16,12  |
| 3000 м                 | Ольга Ковпотина Ставропольский край     | 8.56,15  | Елена Самощенкова Курская область       | 9.03,81  | Татьяна Маслова Ставропольский край  | 9.10,29  |
| 2000 м с препятствиями | Светлана Рогова Кабардино-Балкария      | 6.15,10  | Людмила Куропаткина Ярославская область | 6.21,13  | Ирина Гусева Ярославская область     | 6.38,06  |
| 60 м с барьерами       | Юлия Граудынь Москва                    | 8,01     | Марина Азябина Удмуртия                 | 8,02     | Ева Соколова Санкт-Петербург         | 8,04     |
| Прыжок в высоту        | Евгения Жданова Свердловская область    | 1,91 м   | Елена Грибанова Московская область      | 1,91 м   | Светлана Залевская Казахстан         | 1,88 м   |
| Прыжок с шестом        | Светлана Абрамова Москва                | 3,75 м   | Марина Андреева Краснодарский край      | 3,40 м   | Галина Енваренко Краснодарский край  | 3,20 м   |
| Прыжок в длину         | Ирина Мушаилова Краснодарский край      | 6,94 м   | Иоланда Чен Москва                      | 6,90 м   | Яна Кузнецова Новосибирская область  | 6,44 м   |
| Тройной прыжок         | Иоланда Чен Москва                      | 14,46 м  | Инна Ласовская Москва                   | 14,40 м  | Галина Чистякова Москва              | 14,06 м  |
| Толкание ядра          | Светлана Кривелёва Московская область   | 20,45 м  | Анна Романова Брянская область          | 20,01 м  | Лариса Пелешенко Санкт-Петербург     | 19,71 м  |
| Ходьба на 3000 м       | Елена Аршинцева Мордовия                | 12.03,36 | Елена Николаева Чувашия                 | 12.04,41 | Елена Сайко Челябинская область      | 12.08,06 |

a  13 марта 1993 года стало известно о положительном допинг-тесте бегуньи на 100 метров с барьерами Людмилы Нарожиленко. Проба была взята 13 февраля 1993 года после соревнований во французском Льевене. По итогам продолжительного разбирательства спортсменка была дисквалифицирована на 4 года, а её результаты после даты тестирования в соответствии с правилами аннулированы, в том числе 2-е место на чемпионате России в помещении — 1993 в беге на 60 метров с результатом 7,18.

## Чемпионат России по 12-часовому бегу
Чемпионат России по 12-часовому бегу в помещении прошёл 30 января в Липецке в легкоатлетическом манеже Дворца спорта «Юбилейный».

### Мужчины
| Дисциплина     | Золото                              | Золото    | Серебро                            | Серебро   | Бронза                           | Бронза    |
| -------------- | ----------------------------------- | --------- | ---------------------------------- | --------- | -------------------------------- | --------- |
| 12-часовой бег | Станислав Кораблин Липецкая область | 157 628 м | Евгений Карнаухов Липецкая область | 155 532 м | Сергей Фундуряк Липецкая область | 155 331 м |

### Женщины
| Дисциплина     | Золото                               | Золото    | Серебро                                   | Серебро   | Бронза           | Бронза |
| -------------- | ------------------------------------ | --------- | ----------------------------------------- | --------- | ---------------- | ------ |
| 12-часовой бег | Зоя Казаринова Нижегородская область | 118 150 м | Светлана Савоськина Волгоградская область | 104 778 м | не вручалась [b] |        |

b  Среди женщин на старт вышли только две участницы.

## Чемпионат России по многоборьям
Чемпионы страны в мужском семиборье и женском пятиборье определились 5—6 февраля 1993 года в Санкт-Петербурге на Зимнем стадионе.

### Мужчины
| Дисциплина | Золото                                 | Золото     | Серебро                           | Серебро    | Бронза                            | Бронза    |
| ---------- | -------------------------------------- | ---------- | --------------------------------- | ---------- | --------------------------------- | --------- |
| Семиборье  | Николай Афанасьев Свердловская область | 5878 очков | Александр Головин Санкт-Петербург | 5706 очков | Роман Терехов Ставропольский край | 5672 очка |

### Женщины
| Дисциплина | Золото                        | Золото    | Серебро                         | Серебро    | Бронза                 | Бронза    |
| ---------- | ----------------------------- | --------- | ------------------------------- | ---------- | ---------------------- | --------- |
| Пятиборье  | Ирина Тюхай Красноярский край | 4674 очка | Татьяна Блохина Санкт-Петербург | 4635 очков | Лариса Никитина Москва | 4533 очка |

## Чемпионат России по суточному бегу
Чемпионат России по суточному бегу в помещении прошёл 27—28 февраля в Подольске на 133-метровом круге манежа местной ДЮСШ. Николай Сафин установил высшее мировое достижение — 275 576 м. Впоследствии оно так и не было официально зарегистрировано как мировой рекорд из-за несертифицированной длины беговой дорожки.

### Мужчины
| Дисциплина   | Золото                          | Золото    | Серебро                            | Серебро   | Бронза                    | Бронза    |
| ------------ | ------------------------------- | --------- | ---------------------------------- | --------- | ------------------------- | --------- |
| Суточный бег | Николай Сафин Калужская область | 275 576 м | Валерий Губарь Ярославская область | 260 323 м | Валерий Христенок Украина | 242 641 м |

### Женщины
| Дисциплина   | Золото                  | Золото    | Серебро                 | Серебро   | Бронза                   | Бронза    |
| ------------ | ----------------------- | --------- | ----------------------- | --------- | ------------------------ | --------- |
| Суточный бег | Зинаида Шабалина Москва | 193 596 м | Римма Пальцева Марий Эл | 193 249 м | Тамара Мерзликина Латвия | 185 419 м |

## Состав сборной России для участия в чемпионате мира
По итогам чемпионата и с учётом выполнения необходимых нормативов, в состав сборной для участия в чемпионате мира в помещении в канадском Торонто вошли:

### Мужчины
60 м: Александр Порхомовский.

200 м: Андрей Федорив.

400 м: Дмитрий Косов.

60 м с барьерами: Александр Маркин.

Прыжок с шестом: Радион Гатауллин, Игорь Транденков.

Прыжок в длину: Станислав Тарасенко.

Тройной прыжок: Василий Соков, Владимир Мелихов.

Толкание ядра: Сергей Смирнов.

Ходьба 5000 м: Михаил Щенников, Михаил Орлов.

### Женщины
60 м: Ирина Привалова, Ольга Богословская.

200 м: Ирина Привалова, Наталья Воронова.

400 м: Татьяна Алексеева.

Эстафета 4х400 м: Татьяна Алексеева, Елена Рузина, Марина Шмонина, Елена Андреева.

800 м: Светлана Мастеркова, Елена Афанасьева.

1500 м: Екатерина Подкопаева.

3000 м: Ольга Ковпотина.

60 м с барьерами: Юлия Граудынь.

Прыжок в высоту: Евгения Жданова.

Прыжок в длину: Ирина Мушаилова, Иоланда Чен.

Тройной прыжок: Иоланда Чен, Инна Ласовская.

Толкание ядра: Светлана Кривелёва, Анна Романова.

Пятиборье: Ирина Белова, Ирина Тюхай.

Ходьба 3000 м: Елена Аршинцева, Елена Николаева.